# Fort Johnson North
Fort Johnson North – jednostka osadnicza w Stanach Zjednoczonych, w stanie Luizjana, w parafii Vernon.